# Alcippe à gorge jaune
Schoeniparus cinereus
Espèce
Statut de conservation UICN

LC : Préoccupation mineure
L'Alcippe à gorge jaune, ou Pseudominla à gorge jaune (Schoeniparus cinereus) est une espèce d'oiseaux passereaux de la famille des Pellorneidae.
Cet oiseau vit au Népal, au Bhoutan, dans le nord de la Birmanie et au sud de la Chine, ainsi que dans une petite zone au nord du Laos.